# Pseudotanaidae
Pseudotanaidae zijn een familie van  naaldkreeftjes.

## Taxonomie
De volgende taxa zijn bij de familie ingedeeld:
- Onderfamilie Pseudotanainae Sieg, 1977
  - Geslacht Akanthinotanais Sieg, 1977
  - Geslacht Beksitanais Jakiel, Palero & Błażewicz, 2019
  - Geslacht Mystriocentrus Bird & Holdich, 1989
  - Geslacht Parapseudotanais Bird & Holdich, 1989
  - Geslacht Pseudotanais Sars, 1882
  - Geslacht Pontotanais Bacescu, 1960 → Pseudotanais Sars, 1882